# Adam Curtis
Kevin Adam Curtis (Dartford, 1955) è un regista inglese di documentari.
Curtis afferma che il suo tema preferito è "il potere e come esso funziona nella società" ed il suo lavoro esplora aree quali la sociologia, la filosofia e la storia politica. Curtis descrive il proprio lavoro come giornalismo che si presenta utilizzando il film come mezzo. I suoi film hanno vinto quattro BAFTAs. Per tutta la sua carriera, Curtis è stato strettamente associato con la BBC.

## Primi anni
Curtis è nato in Dartford, nel distretto di Kent. Suo padre era Martin Curtis (10 agosto 1917 – gennaio 2002), un direttore della fotografia originario di Sevenoaks che aveva lavorato con Humphrey Jennings. La sua famiglia aveva un orientamento politico di sinistra. Curtis frequentò la Sevenoaks School con una borsa di studio fornita dalla regione. Ottenne poi una laurea di primo livello in scienze umane presso il Mansfield College, Oxford. Iniziò un dottorato di ricerca, durante il quale insegnò politica, ma rimase presto disilluso dal mondo accademico e decise di lasciarlo.